# Marion Ross
Marion Eileen Ross (Albert Lea, 25 oktober 1928) is een Amerikaans actrice. Ze werd in 1997 genomineerd voor een Golden Globe voor haar bijrol als Rosie Dunlop in de tragikomische film The Evening Star. Daarnaast werd ze genomineerd voor een Primetime Emmy Award in 1979, 1984 (beide keren voor haar bijrol als Marion Cunningham in de nostalgische komedieserie Happy Days), 1992, 1993 (beide keren voor haar hoofdrol als Sophie Berger in de dramaserie Brooklyn Bridge) en 1999 (voor haar gastrol als Emma Winowitz in de fantasy-dramaserie Touched by an Angel).
Ross maakte in 1953 haar film- en acteerdebuut als Patty in de filmkomedie Forever Female. In 2001 kreeg ze een ster op de Hollywood Walk of Fame.

## Carrière
Ross speelde sinds haar acteerdebuut in meer dan 25 films, meer dan 45 inclusief televisiefilms. Ook speelde ze wederkerende personages in meer dan vijftien televisieseries. Haar bijrol als Marion Cunningham in Happy Days was daarvan veruit de grootste (255 afleveringen). Ross speelde in de serie de moeder van de latere regisseur Ron Howard (Richie Cunningham), die haar in zijn regiedebuut Grand Theft Auto (1977) een rol gaf als Vivian Hedgeworth. Daarna speelde ze ook nog onder zijn regie in de televisiefilm Skyward (1980).
Ross speelde niet alleen vaste personages in televisieseries, maar verscheen ook met eenmalige gastrollen in meer dan negentig andere. Voorbeelden hiervan zijn The Lone Ranger (in 1954), Perry Mason (1959), Rawhide (1962), Dr. Kildare (1963), The Outer Limits (1964), The Fugitive (1965), Mission: Impossible (1971), Fantasy Island (1984), Alfred Hitchcock Presents (1987), MacGyver (1990), Burke's Law (1995), Early Edition (1997), The New Adventures of Old Christine (2009), Grey's Anatomy (2010) en Anger Management (2013). Voor de animatieserie Family Guy sprak ze in 2005 zelf de stem in van een geanimeerde versie van haar voormalige personage Marion Cunningham.

## Filmografie
*Exclusief 15+ televisiefilms
| - A Reason (2014) - Dear Dracula (2012, stem) - Superhero Movie (2008) - Holly Hobbie and Friends: Best Friends Forever (2007, stem) - Smiley Face (2007) - Music Within (2007) - Dickie Roberts: Former Child Star (2003) - The Last Best Sunday (1999) - About Sarah (1998, televisiefilm) - The Evening Star (1996) - Grand Theft Auto (1977) - Honky (1971) - Colossus: The Forbin Project (1970) - Airport (1970) - Blueprint for Robbery (1961) - Operation Petticoat (1959) | - It Started with a Kiss (1959) - The Big Circus (1959) - Some Came Running (1958) - Teacher's Pet (1958) - God Is My Partner (1957) - Lizzie (1957) - Around the World in Eighty Days (1956) - The Best Things in Life Are Free (1956) - Lust for Life (1956) - The Proud and Profane (1956) - Sabrina (1954) - Pushover (1954) - Secret of the Incas (1954) - The Glenn Miller Story (1954) - Forever Female (1953) |

## Televisieseries
*Exclusief eenmalige gastrollen
- Handy Manny - stem Mevr. Lopart (2006-2012, acht afleveringen)
- SpongeBob SquarePants - stem oma Squarepants (2001-2011, vier afleveringen)
- Generator Rex - stem oma (2011, twee afleveringen)
- The Boondocks - stem mevr. Von Hausen (2007-2010, drie afleveringen)
- Brothers & Sisters - Ida Holden (2007-2010, drie afleveringen)
- Gilmore Girls - 4x Lorelai 'Trix' Gilmore, 2x Marilyn (2001-2005)
- The Drew Carey Show - Beulah Carey (1997-2004, veertien afleveringen)
- Touched by an Angel - 3x Sophie, 1x Emma Winowitz (1995-2003)
- That '70s Show - Bernice Forman (1998-1999, vier afleveringen)
- The Great War and the Shaping of the 20th Century - stem Kathe Kollwitz (1996, twee afleveringen)
- Brooklyn Bridge - Sophie Berger (1991-1993, 33 afleveringen)
- Living Dolls - Marion (1989, twee afleveringen)
- The Love Boat -  Emily Hayward-Stubing (1980-1987, tien afleveringen)
- Happy Days - Marion Cunningham (1974-1984, 255 afleveringen)
- Joanie Loves Chachi - Marion Cunningham (1982, twee afleveringen)
- Pearl - Ellie North (1978, drie afleveringen)
- The Streets of San Francisco - Mevr. Ross (1976, twee afleveringen)
- Insight - Florence Harriman (1964-1971, ... afleveringen)
- The Gertrude Berg Show - Susan Green (1961-1962, drie afleveringen)

## Privé
Ross trouwde in 1950 met Freeman Herman Meskiman, Jr., met wie ze zoon Jim Meskimen en dochter Ellen Plummer kreeg. Haar zoon maakte in 1987 zijn acteerdebuut en verscheen sindsdien in meer dan 150 verschillende films en series, net als zijn moeder. Plummer werkte als producente mee aan meer dan honderd afleveringen van de komedieserie Friends en meer dan twintig van de spin-off Joey. Voor beide series schreef ze ook het scenario van verschillende afleveringen, evenals voor de komedieserie Veronica's Closet. Het huwelijk tussen Ross en Meskiman eindigde in 1968 in een scheiding.
- Gemeinsame Normdatei: 1228608423
- International Standard Name Identifier: 0000 0000 5322 7496
- Library of Congress Control Number: nr2001042830
- MusicBrainz: 91aab10c-8340-4503-b90b-dba62c5b2e5c
- Virtual International Authority File: 46693398
- WorldCat: E39PBJfxcxykcrPHJG4McD8KVC